# Алексеевка (Лужский район)
Алексеевка — деревня в Серебрянском сельском поселении Лужского района Ленинградской области.

## История

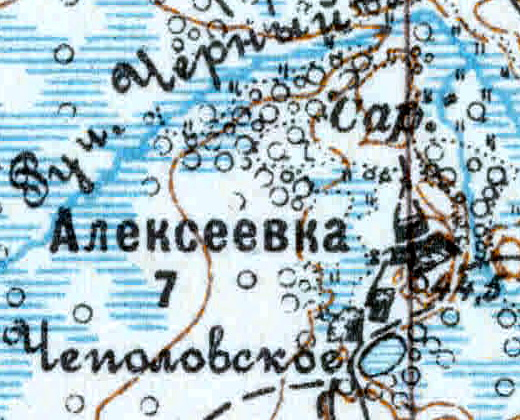
Деревня Алексеевка карте 1926 года

Согласно топографической карте 1926 года деревня насчитывала 7 дворов.
По данным 1933 года деревня Алексеевка входила в состав Смердовского сельсовета Лужского района.
По данным 1966 года деревня Алексеевка также входила в состав Смердовского сельсовета.
По данным 1973 и 1990 годов деревня Алексеевка входила в состав Серебрянского сельсовета.
В 1997 году в деревне Алексеевка Серебрянской волости проживали 10 человек, в 2002 году — 8 человек (все русские).
В 2007 году в деревне Алексеевка Серебрянского СП также проживали 8 человек.

## География
Деревня расположена в южной части района на автодороге 41К-146 (Городок — Серебрянский).
Расстояние до административного центра поселения — 4 км.
Деревня находится к западу от железнодорожной линии Луга — Псков. Расстояние до железнодорожной станции Луга I — 22 км. 
К югу от деревни находится Чепловское озеро, из которого вытекает Чёрный ручей.

## Демография
| 1997 | 2007 | 2010 | 2017 |
| ---- | ---- | ---- | ---- |
| 10   | ↘8   | ↘6   | ↘4   |

## Улицы
Луговая, Новая, Полевая, Сосновая

## Садоводства
Алексеевка.